# Cantó de Marsella Lei Grands Carmes
El cantó de Marsella Lei Grands Carmes és un cantó francès del departament de les Boques del Roine, situat al districte de Marsella. És format per part del municipi de Marsella.

## Municipis
Aplega els següents barris de Marsella:
- Arenc
- Belsunce
- Les Grands Carmes
- Hôtel de Ville
- Le Panier
- La Joliette
- Euroméditerranée
- Port Vell

| Data d'elecció                           | Identitat             | Partit           | Qualitat |
| ---------------------------------------- | --------------------- | ---------------- | -------- |
| 1964-1982                                | Jean-François Guérini | SFIO, després PS |          |
| 1982-                                    | Jean-Noël Guérini     | PS               |          |
| les dades anteriors no són pas conegudes |                       |                  |          |